# Dorstenia drakeana
Dorstenia drakeana är en mullbärsväxtart som beskrevs av Carl von Linné. Dorstenia drakeana ingår i släktet Dorstenia och familjen mullbärsväxter. Inga underarter finns listade i Catalogue of Life.